# Julia Herasymova
Julia Anatolijivna Herasymova (ukrainska: Герасимова Юлія Анатоліївна), född 15 september 1989 i Odessa i Sovjetunionen (numera Ukraina), är en volleybollspelare (center).
Gerasymova har på klubbnivå spelat för  VK Chimik (2004–2015), VK Orbita-ZTMK-ZNU  (2015–2016), TED Ankara Kolejliler SK (2016–2018), Karayolları SK (2018–2022) och SK Prometej (2021–). Hon skrev på för SK Prometej 17 december 2021. En dans hon gjorde för sina lagkamrater i en match mot KS Developres Rzeszów 18 januari 2022 fick stor uppmärksamhet med över 30 miljoner visningar på Tiktok (per den 10 februari 2022). Hon spelade hösten 2022 med Roleski Grupa Azoty PWSZ Tarnów för att i början av 2023 gå över till CS Rapid București.
Hon deltog med Ukrainas damlandslag i volleyboll vid EM 2017, EM 2019 och EM 2021.